# Manteau terrestre
Pour un article plus général, voir Structure interne de la Terre.
Pour les articles homonymes, voir Manteau.

Structure de la Terre. 1. croûte continentale, 2. croûte océanique, 3. Manteau supérieur, 4. Manteau inférieur, 5. noyau externe, 6. noyau interne, A : Discontinuité de Mohorovicic, B : Discontinuité de Gutenberg, C :

Le manteau terrestre est la couche intermédiaire entre le noyau terrestre et la croûte terrestre. Il représente 82 % du volume de la Terre et environ 65 % de sa masse. Il est séparé de la croûte par la discontinuité de Mohorovičić (le Moho), et du noyau par la discontinuité de Gutenberg. Ces discontinuités marquent un contraste de densité entre les couches qu'elles séparent et portent chacune le nom du sismologue qui les a découvertes.
On distingue, en géochimie, un manteau supérieur, source des basaltes de dorsale médio-océanique (MORB, pour l'anglais mid-ocean ridge basalts), et un manteau inférieur, source des basaltes d'îles océaniques (OIB, pour ocean island basalts), issus de points chauds tels que ceux d'Hawaï ou de La Réunion).
D'un point de vue minéralogique, la transition du manteau supérieur vers le manteau inférieur s'effectue à 670 km de profondeur. On distingue ces deux zones par le fait que, à cette profondeur, l'olivine ainsi que les pyroxènes qui composent le manteau sont transformés, à cause de la température et de la pression, en pérovskite, le minéral majeur du manteau inférieur. Cette discontinuité est également repérable grâce aux ondes sismiques. Le manteau, d'une épaisseur totale d'environ 2 885 km, s'étend jusqu'au noyau externe.
Le manteau supérieur est divisé en deux parties, séparées par une zone dans laquelle les ondes sismiques sont ralenties : la low velocity zone (LVZ). La partie supérieure, du Moho jusqu'à la LVZ, est appelée manteau lithosphérique (du fait de son comportement plus cassant) et est constituée de péridotite « froide ». La partie inférieure, dite manteau asthénosphérique, a un comportement ductile : elle est constituée de péridotite « chauffée ».

## Composition
La composition chimique et minéralogique du manteau est connue :
- directement, pour ses couches supérieures, en mer par ses affleurements au niveau des failles transformantes de la lithosphère océanique et à terre par ces mêmes affleurements obductés dans les complexes ophiolitiques ainsi que par des enclaves (en) et des cristaux isolés (diamants) dans certaines roches magmatiques, arrachés lors de la remontée des magmas ;
- indirectement par les produits de sa fusion partielle (roches magmatiques) et par des mesures astronomiques (masse volumique globale et moment d'inertie de la Terre) et géophysiques, notamment sismologiques (masse volumique et vitesse des ondes sismiques en fonction de la profondeur, voire localement grâce à la tomographie sismique), confrontées aux résultats de la pétrologie expérimentale (observation et analyse de différents matériaux soumis aux températures et pressions réalisées à différentes profondeurs dans le manteau).

La pyrolite est une roche théorique considérée comme étant proche de la composition moyenne du manteau.
Les couches supérieures du manteau sont constituées d'un agrégat de cristaux d'olivine, de pyroxènes et d'autres composants basiques. Avec la profondeur, la pression et la température augmentent et les minéraux évoluent au cours de transitions de phases. Vers 400 km l'olivine se transforme en wadsleyite : c'est l'entrée de la zone de transition observée par les sismologues, du fait du saut de vitesses sismiques. Vers 500 km une nouvelle phase, difficilement observée, se met en place : la ringwoodite. À 670 km apparaît la bridgmanite, de structure pérovskite, qui est le constituant majeur du manteau inférieur. Il existe aussi d'autres transitions, notamment pour les pyroxènes ou le passage à la phase de très haute pression qu'est la post-pérovskite.
La dispersion des ondes PKPPKP (des ondes de compression-dilatation ayant traversé deux fois l'interface noyau-manteau) montre la présence de fortes hétérogénéités à petite échelle autour de 600 km de profondeur, dans la couche D″ et dans la lithosphère, tandis que le manteau moyen (∼1 000–2 100 km) est homogène.
Les processus de déformations de ces minéraux sont encore mal connus, surtout à grande profondeur. Cependant, il est raisonnablement admis que l'olivine se déforme suivant des plans cristallins entraînants des dislocations multiples.

## Convection dans le manteau
La Terre possède une chaleur importante du fait de la radioactivité et de l'accrétion initiale. Elle se refroidit en évacuant cette chaleur vers sa surface.
Pour cela, on connaît trois mécanismes : conduction thermique, convection, transfert radiatif. Au niveau du manteau terrestre, la majeure partie du flux de chaleur est évacuée par la mise en mouvement des roches. En effet, du fait de la production de chaleur liée aux désintégrations radioactives et du flux provenant du noyau (faible), la matière devient plus légère et la convection a lieu. Ces mouvements à l'état solide sont à l'origine des mouvements des plaques lithosphériques, et des points chauds.
La physique de ce phénomène est complexe. En effet, les propriétés physiques des matériaux solides sont très différentes de celle de l'eau ou de l'air par exemple.

## Fusion partielle et volcans
Le manteau terrestre est solide mais visqueux. La partie lithosphérique du manteau supérieur est solide, sa partie asthénosphérique est ductile. Le manteau inférieur est plus fortement visqueux.
La production de magma ne s'effectue qu'au niveau de zones de fusion partielle. Les principales sont les zones d'accrétion (ou dorsales océaniques), les zones de subduction et les points chauds. De petites zones du manteau supérieur fondent partiellement et remontent dans des chenaux vers la surface pour donner naissance à des volcans.